# AMF Amsterdam
AMF Amsterdam, anteriormente conhecido como Amsterdam Music Festival, é um festival de música eletrônica realizado anualmente na segunda metade de outubro, na cidade de Amsterdã, na Holanda. O festival acontece no estádio Amsterdam ArenA, durante a conferência de música Amsterdam Dance Event. É organizado pela ID&T Entertainment e ALDA Events, duas empresas do grupo LiveStyle. Entre os artistas que se apresentaram no AMF Amsterdam estão David Guetta, Dimitri Vegas & Like Mike, Armin van Buuren, Hardwell e Don Diablo. O festival também é palco da DJ Magazine que anualmente anuncia o vencedor na categoria de melhor DJ do mundo.